# Лепша, Томаж
Томаж Лепша (словен. Tomaž Lepša; род. 11 июня 1955, Любляна) — югославский хоккейный нападающий. Брат хоккеиста Душана Лепши.

## Биография
Известен по многолетним выступлениям за «Олимпию» из Любляны. Выступал на зимней Олимпиаде 1976 (в шести играх забросил две шайбы) и 1984 годов (в пяти играх не отличился ни разу). В 1979 году на чемпионате мира в группе C в 7 играх забросил три шайбы и отдал шесть голевых передач. Член Словенского хоккейного зала славы с 2012 года.